# Acanthurus albipectoralis
Acanthurus albipectoralis is een  straalvinnige vissensoort uit de familie van doktersvissen (Acanthuridae). De wetenschappelijke naam van de soort is voor het eerst geldig gepubliceerd in 1987 door Allen & Ayling.